# Óblast de Sajalín
Sajalín (en ruso: Сахалинская область, tr.: Sajalínskaya óblast; en japonés:サハリン州) es uno de los cuarenta y siete óblast que, junto con las veintiuna repúblicas, nueve krais, cuatro distritos autónomos y tres ciudades federales, conforman los ochenta y tres sujetos federales de Rusia. Su capital es Yuzhno-Sajalinsk. Está ubicado en el distrito Lejano Oriente y comprende la isla de Sajalín, que sirve de divisoria entre el mar de Ojotsk al norte y el mar del Japón al sur, y las islas Kuriles, que sirven de divisoria entre el mar de Ojotsk al oeste y el océano Pacífico al este. Está separado de Jabárovsk por el estrecho de Tartaria, y de Japón por el estrecho de La Pérouse. 
La región tiene un área de 87 100 km² y una población de 490 181  (censo de 2018). Su centro administrativo y la ciudad más grande es Yuzhno-Sajalinsk, con una población de alrededor de 170 000 habitantes.

## Geografía

### Flora y Fauna
La principal característica natural de la región de Sajalín es su alta actividad sísmica y volcánica. Esto es especialmente característico de las Islas Kuriles, donde existen nueve volcanes activos y los terremotos son bastante frecuentes. A lo largo de la costa de Sajalín se extienden las montañas de Sajalín Occidental (monte Onor, de hasta 1330 m de altura) y las montañas de Sajalín Oriental (cuyo punto más alto es el monte Lopatina, de 1609 m), separadas por las tierras bajas de Tym-Poronai y Susunai. La mayoría de las Islas Kuriles son montañosas (el punto más alto es el volcán Alaid, de 2339 m); se conocen alrededor de 160 volcanes, 40 de los cuales están activos; presentan una alta sismicidad.
La región cuenta con numerosos lagos y pantanos. Los principales ríos son el Tym y el Poronai (isla de Sajalín).
La flora de las islas incluye 1400 especies de plantas. Sajalín pertenece a la zona de bosques de coníferas. En los valles fluviales crecen bosques caducifolios (álamos, sauces y alisos). Abedules, olmos, arces, fresnos y tejos predominan en las zonas central y sur, lo que confiere a la vegetación un aire sureño. En la isla crecen valiosas plantas medicinales: aralia y eleuterococo. Son comunes los arbustos de bayas y el romero silvestre. En las condiciones de la isla, se observa el gigantismo de algunas plantas herbáceas, como el trigo sarraceno de Sajalín, la petasita y la angélica de oso. Al final del verano, muchas hierbas alcanzan una altura de tres metros, y la pipa de oso alcanza los cuatro metros.
Entre los animales de caza de la región de Sajalín se encuentran: oso pardo, glotón, zorro, sable, liebre, reno, ardilla, ardilla listada, armiño y nutria. También se encuentran ciervos rojos y ciervos almizcleros. También hay numerosas aves forestales: gallo lira, gallo lira, becada, perdiz nival, herrerillo común, pájaro carpintero, ánade real, cerceta común, arao común y cormoranes. Las colonias de aves son comunes en las Islas Kuriles.
En los últimos 20 años, se han aclimatado en las islas: ciervo sica, mapache de Ussuri, rata almizclera y sable de Barguzin.
Los ríos y lagos de Sajalín, así como el mar que rodea la isla, son ricos en peces. Existe una gran variedad de salmones; se encuentran esturiones de Sajalín, lucios, carpas crucianas, carpas y el pez de agua dulce más grande, el kaluga. Alcanza una longitud de 5 metros y un peso de hasta una tonelada.
La isla Tyuleniy, situada al este de Sajalín, es una reserva natural única donde se encuentra una colonia de lobos marinos.
La cuenca de Sajalín-Kuriles también alberga leones marinos de Steller, los pinnípedos más grandes. Se les considera los símbolos marinos de la única región insular de Rusia.

## Demografía

### Población
En 2018, su población era de 490 181 personas.

### Grupos étnicos
Según el censo de 2010, los rusos representan el 86,3% de la población y constituyen el mayor grupo, seguidos de los coreanos (5,3%), los ucranianos (2,6%) y los tártaros (1%).
Pero en el óblast vive una pléyade de grupos más pequeños, que suman un total de 127 etnias distintas.Además de personas de otros lugares de la antigua Unión Soviética, en Sajalín viven los nivjis y los ainu, si bien estos últimos han perdido su lengua nativa recientemente en Sajalín y lo han hecho casi totalmente en Japón.

## Historia
Entre 1905 y 1945 la parte sur de la isla de Sajalín (o isla de Karafuto, Krafto en ainu), junto con otras islas a su alrededor, fue controlada por Japón como la prefectura de Karafuto. La capital de Karafuto era Toyohara, que ahora es la capital de Sajalín (llamada Yuzhno-Sajalinsk). La prefectura era de habla ainu en vez de ser de habla japonesa. En el censo de 2002, 333 residentes del óblast aún se identificaban a sí mismos como japoneses puros. No hay información disponible sobre la población ainu; los ainu pueden haber sido incluidos en la categoría de «Otros» o pueden haberse identificado a sí mismos como «japoneses» cuando se hizo el censo.